# لوري دوبويه
لوري دوبويه هي لاعبة هوكي الجليد كندية، ولدت في 14 نوفمبر 1972 في كورنوال في كندا.

## وصلات خارجية
- لوري دوبويه على موقع EliteProspects.com (الإنجليزية)
- لوري دوبويه على موقع أوليمبيديا (الإنجليزية)